# Галапагосская сипуха
Галапагосская сипуха (лат. Tyto alba punctatissima) — хищная птица семейства сипуховых, обитающая на Галапагосских островах. Впервые была описана в 1839 году как вид Strix punctatissima. В настоящее время обычно рассматривается в качестве подвида обыкновенной сипухи (Tyto alba)
.

## Описание

### Внешний вид
Средних размеров сова рода сипух со средней длиной тела около 33 см, без «ушек»-пучков. Весовых различий между самцами и самками зафиксировано не было, но известно, что самцы светлее самок.
Сова с относительно длинными ногами и мощными когтями. Лицевой диск грязно-белого цвета с охристо-коричневым пятнистым ободком и некрупными черными глазами. Клюв светло-жёлтый, с темным налетом. Коричневый верх покрыт тёмной вуалью со множеством белых точек, маховые и рулевые перья жёлто-коричневые, с чёрными полосами. Грязно-белый или светло-коричневый низ испещрен чёрными и белыми крапинами, исчезающими ближе к ногам. Ноги оперённые; пальцы серо-бурого цвета, с чёрно-коричневыми когтями.

### Голос
Выкрикивает продолжительное и довольно громкое хриплое «крииии».

### Полет
В полёте напоминает мотылька и делает мягкие, глубокие махи крыльями.

### Отличия от других видов
Единственный представитель рода Tyto на Галапагосских островах, находящихся примерно в 1000 км от побережья Южной Америки. Ближайшим родственником, является обитающий на материке подвид сипухи Tyto furcata (=Tyto alba furcata) — T. furcata contempta, который гораздо крупнее по размеру и значительно вариативнее в окрасе.

## Распространение

### Ареал
Эндемик Галапагосских островов; заселяет острова Фернандина, Исабела, Сан-Кристобаль, Санта-Крус и Сантьяго. На Фернандине сов можно увидеть часто, однако в других местах они встречаются редко. Вид уязвим из-за отлова людьми и роста числа туристов.

### Места обитания
Предпочитает сухие низменности с редкой растительностью, на больших высотах селится на открытых пространствах, но встречается и вблизи человеческих поселений.

## Питание
Диета галапагосской сипухи состоит из мелких крыс, мышей и насекомых, предпочтение отдается кузнечикам. Иногда отлавливает маленьких птиц. Охотится с насеста или с земли.

## Систематика
Монотипический подвид. Таксономия неопределённа; необходимы молекулярно-генетические исследования, на основании которых подвид сипухи Tyto alba punctatissima, как предполагается, может быть выделен в самостоятельный вид Tyto punctatissima.

## Рекомендуемая литература
- Michael Harris. A Field Guide to the Birds of the Galapagos. — Collins, 1982. — С. 265-278. — 160 с. — ISBN 978-0002192378.